# Слава КПСС
В'ячесла́в Вале́рійович Машно́в (рос. Вячеслав Валерьевич Машнов, нар.9 травня 1990 р., Хабаровськ, Росія) — російський репер. Публікує творчість й виступає під псевдонімами Гнойный, Соня Мармеладова, Валентин Дядька, Слава КПСС, Птичий Пепел тощо.
Відомий своїм нігілізмом, сатиричним та провокаційним стилем, аморальними та різкими висловлюваннями, в тому числі й про інших реп-виконавців. Учасник хіп-хоп гурту «Ежемесячные», творчого об'єднання «Антихайп» і лейблу «Ренессанс», представник батл-майданчику #SlovoSPB. Свою творчість характеризує як «вузько субкультурний реп з купою внутрішніх приколів».

## Біографія

### Псевдоніми
- Гнойный — використовується для батлів[2].
- Птичий пепел — альтернативний псевдонім для badbars-батлів.
- Соня Мармеладова — використовується для батлів під біт та «ґрайм-треків». Ім'я персонажа роману Достоєвського «Злочин і кара»[2].
- Слава КПСС — у більшості використовує для релізів музичної творчості[3]
- Валентин Дядька — використовується для кавер-пародій композицій інших виконавців[2].
- Бутер Бродский — використовується у екзистенційній похмурій та сумній творчості про російську безвихідь, під біти з балалайками та духовими інструментами[3]. Раніше використовувався для батл-виступів[2].

Крім цих, творчість Слави можна зустріти й під кількома десятками інших псевдонімів. За його власною заявою, йому «просто подобається вигадувати різні нікнейми».

### Конфлікт з чеченцями
29 жовтня 2016 року у спільноті «Крепость Грозная» соціальної мережі «ВКонтакті» була опубліковано запис з уривком батлу Гнойного проти Nongratta на SlovoFest, вийшов 4 жовтня 2014 року, де виконавець прочитав рядки про заняття сексом з дівчатами чеченської, вірменської, китайської та інших азійських національностей. Чеченська діаспора вважала висловлювання образливим і оголосила полювання на В'ячеслава, почавши з погроз в Інтернеті, для того, щоб той «відповів за свій гнійний рот». 31 жовтня йому довелося піти з «ВКонтакті» через бездіяльність служби підтримки сайту, попросивши вибачення у «дівчат Ічкерії», і почати ховатися. 3 листопада Слава КПСС перепрошував у відеозверненні, після чого переслідування репера припинилося.

### Заборонений в'їзд до України
У 2017 році Служба безпеки України заборонила в'їжджати на територію України В'ячеславу Машнову. За інформацією Служби, причиною заборони в'їзду «Гнойному» стали «дії та висловлювання виконавця, які загрожують національній безпеці». У СБУ не конкретизували цих дій, також не повідомили термін, на який заборонили в'їзд.
Крім того, Народний депутат України Дмитро Білоцерковець звинуватив В'ячеслава Машнова в українофобії та звернувся до прокуратури АРК, щоб заборонити в'їзд до України.
В'ячеслав Машнов у своєму інтерв'ю говорить що: «у мене немає ніякої ворожості до українців, […] у мене бабуся з України, я сам можу сказати, що я на чверть українець».

## Дискографія

### Студійні альбоми
| Рік випуску | Ім'я            | Назва                              | Коментар                                             |
| ----------- | --------------- | ---------------------------------- | ---------------------------------------------------- |
| 2017        | Слава КПСС      | «Чай вдвоём»                       | Спільно з Aux                                        |
| 2017        | Слава КПСС      | «Солнце мёртвых»                   |                                                      |
| 2018        | Слава КПСС      | «Взрослая танцевальная музыка»     |                                                      |
| 2018        | Слава КПСС      | «Оверхайп»                         | Спільно з Хан Замай                                  |
| 2018        | Слава КПСС      | «Оверхайп 2»                       | Спільно з Хан Замай                                  |
| 2018        | Слава КПСС      | «Оверхайп 3»                       | Спільно з Хан Замай                                  |
| 2020        | Солома          | «Квартирник #0лайков»              | У складі групи «Солома»                              |
| 2020        | Слава КПСС      | «Чудовище погубившее мир»          |                                                      |
| 2020        | Солома          | «Квартирник в 222»                 | У складі групи «Солома»                              |
| 2021        | Валентин Дядька | «Океан извинений»                  | Спільно з Povalishin Division                        |
| 2021        | Солома          | «Письмо незнакомки»                | У складі групи «Солома»                              |
| 2021        | Воровская Лапа  | FreeHova                           |                                                      |
| 2022        | Валентин Дядька | «Красота и юродство»               | Кавер-версія альбому Oxxxymiron «Красота и уродство» |
| 2022        | Валентин Дядька | Suspicious Teenage Music           |                                                      |
| 2022        | Soloma          | Pytka Avangardom                   |                                                      |
| 2023        | Глеб Минëхин    | «Людофобы»                         | Спільно з Раулем Нанаяном (Артемом Моргуновим)       |
| 2023        | Слава КПСС      | «Горгород 2»                       | Реп-фанфік на альбом Oxxxymiron «Горгород»           |
| 2023        | Три дня говна   | «Геометрия кала»                   | Пародія на творчість групи «Три дня дождя»           |
| 2023        | Слава КПСС      | «Любимые песни настоящих людей»    | Збірник «реворків» старих пісень                     |
| 2023        | Воровская Лапа  | «Сияние Лапы»                      |                                                      |
| 2024        | Валентин Дядька | «Застольные психоделические песни» |                                                      |
| 2024        | Слава КПСС      | «Россия34»                         |                                                      |
| 2024        | Слава КПСС      | «Россия24»                         |                                                      |

### Мініальбоми
| Рік випуску | Ім'я              | Назва                             | Коментар                                                                                                |
| ----------- | ----------------- | --------------------------------- | --- |
| 2012        | Слава КПСС        | «Ежемесячные»                     | Спільно з Светло                                                                                        |
| 2013        | Бутер Бродский    | «Пих-Пох»                         | Альбом випущений під андеграундним пвсевдонімом                                                         |
| 2014        | Бутер Бродский    | «КатафалкА»                       | Альбом випущений під андеграундним пвсевдонімом                                                         |
| 2015        | Валентин Дядька   | «Детская танцевальная музыка»     | |
| 2015        | Валентин Дядька   | «Моим евреям»                     | |
| 2016        | Бутер Бродский    | «Русское Поле»                    | |
| 2016        | воровская лапа    | «За того парня»                   | |
| 2016        | Слава КПСС        | «Трудно быть с Богом»             | |
| 2017        | Слава КПСС        | «Комар-Парижанин»                 | |
| 2018        | Слава КПСС        | «Rare Gods»                       | Пародія-продовження на однойменний альбом Boulevard Depo, Спільно з Джіглі                              |
| 2018        | BIG BABY PRILEPIN | «DONBASSBORN»                     | Пародія на альбом Big Baby Tape «Dragonborn»                                                            |
| 2019        | Слава КПСС        | «Бутер Бродский»                  | Альбом випущений під андеграундним пвсевдонімом, але це скоріше похоронний альбом для цього псевдоніму. |
| 2020        | Глеб Минëхин      | «Голубицк»                        | Спільно з Раулем Нанаяном (Артемом Моргуновим)                                                          |
| 2020        | Глеб Минëхин      | «Гейгород: Рождественская смазка» | Спільно з Раулем Нанаяном (Артемом Моргуновим)                                                          |
| 2021        | Слава КПСС        | «Lil Бутер»                       | |
| 2022        | Валентин Дядька   | «Две девочки»                     | |
| 2022        | Слава КПСС        | «Бутер Бродский 2»                | |
| 2025        | Слава КПСС        | «Россия14»                        | Першоквітневий альбом, який не вийшов на музичних стрімінгах                                            |

### Мікстейпи
| Рік випуску | Ім'я       | Назва                                   | Коментар            |
| ----------- | ---------- | --------------------------------------- | ------------------- |
| 2015        | Слава КПСС | «#Немимохайпамикстейп: Вход в Реп Игру» | Спільно з Хан Замай |
| 2016        | Слава КПСС | Hype Train                              | Спільно з Хан Замай |
| 2018        | Слава КПСС | «Rare Gods 3»                           | Совместно с Джигли  |
| 2018        | Слава КПСС | «ОВЕРХАЙП»                              | Спільно з Хан Замай |
| 2018        | Слава КПСС | «ОВЕРХАЙП 2»                            | Спільно з Хан Замай |
| 2018        | Слава КПСС | «ОВЕРХАЙП 3»                            | Спільно з Хан Замай |
| 2019        | Слава КПСС | «ОТТЕНКИ БАРДА»                         |                     |
| 2020        | Слава КПСС | «Rare Gods 4»                           | Совместно с Джигли  |
| 2022        | Слава КПСС | «Ангельское True»                       |                     |